# Водяний бар'єр
Водяний бар'єр (рос. водяной барьер; англ. water block; нім. Wassersperre f, Wasserschlagbaum m, Wasserschranke f) — водяна зона, яка створюється штучно в газонафтовому покладі (пласті) з метою гідродинамічного відокремлення різних частин покладу — газової шапки і нафтової зони.
Крім того, за даними Schlumberger. Oilfield Glossary:
- Стан, спричинений збільшенням водонасичення в приствольній ділянці. Водяний блок, як правило, утворюється під час фази буріння свердловини, коли ділянка біля стовбура свердловини зазнає відносно великого обсягу фільтрату з бурової рідини. Підвищена присутність води призводить до розбухання дрібнокристалічних кристалів глини, які можуть бути присутніми у пласті, таких як іліт, і зменшення проникності. Для обробки водяними блоками зазвичай використовують поверхнево-активні речовини, щоб зменшити поверхневий натяг між нафтою та водою, допомагаючи витіснити воду із зони біля свердловини.
- Погіршення видобутку, яке може статися, коли пластова матриця в районі біля свердловини стає водонасиченою, зменшуючи тим самим відносну проникність для вуглеводнів. Водяний блок може виникнути внаслідок вторгнення рідин для буріння або добудови на водній основі, а також внаслідок перебирання або утворення пластових вод. Найбільш екстремальні випадки блокування води трапляються в газових формаціях з низьким тиском і низькою проникністю, де рекомендуються спиртові кислотні системи, оскільки вони сприяють випаровуванню води у виробленому газі. Спиртові кислотні склади — це суміш кислоти та спирту. Зазвичай використовуються кислоти — соляна кислота [HCl], грязева кислота [HF-HCl або HF-органічна кислота (мурашина або оцтова)]. Спирт — це метил або ізопропіл. Спирт знижує поверхневий натяг кислоти і дозволяє глибше проникнути кислоті в матрицю гірської породи. Спирт дещо розчиняється як у кислоті, так і у воді, і проникнення леткого спирту з низьким поверхневим натягом у водний блок допоможе у його видаленні.